# Kile
Kile是一个TeX/LaTeX的前端文本编辑器，为用户编辑TeX/LaTeX代码提供友好的编辑环境。该软件运行于安装了Qt库的类Unix系统中，包括Mac OS X和Linux。

## 特性
编辑提示、预览公式

## 名称
Kile在部分Qt开发者的母语——挪威语中意为 " 挠痒 "。